# Exulantenkirche

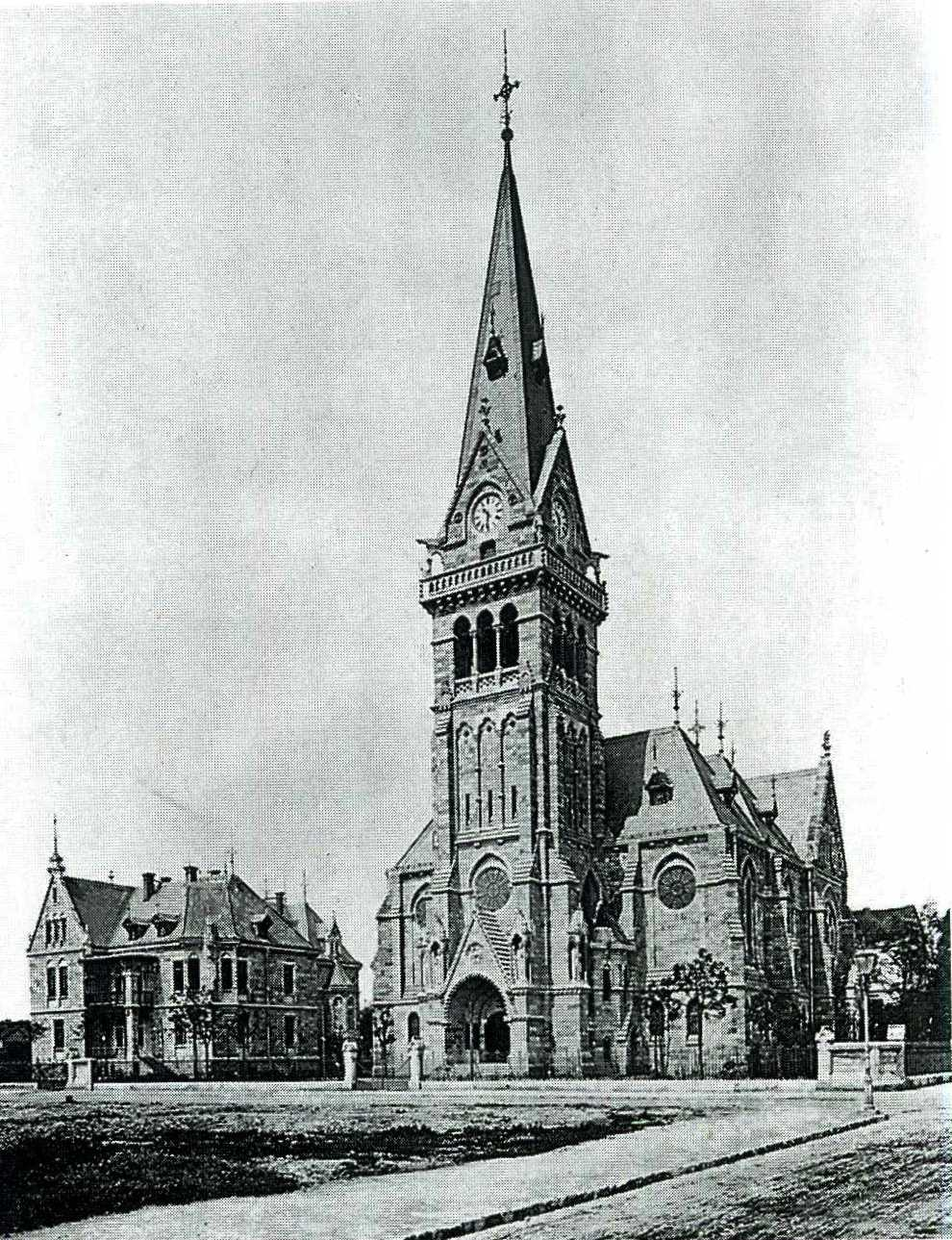
Alte Erlöserkirche in Dresden (1880) – Kirche der böhmischen Exulanten

Als Exulantenkirchen werden Kirchen in Exulantensiedlungen, die von böhmischen Exulanten in ihrer neuen Heimat errichtet oder genutzt wurden, bezeichnet.
Die Protestanten aus Böhmen wanderten größtenteils ins benachbarte Kurfürstentum Sachsen, nach Franken oder in die Mark Brandenburg aus. Dort wurden sie in den bestehenden Gemeinden integriert oder sie bildeten eigene Exulantengemeinden, in denen Exulantenkirchen errichtet wurden.
Heute werden diese Kirchen als normale Pfarrkirchen von den Gemeinden der jeweiligen Landeskirche, z. B. Evangelisch-Lutherische Landeskirche Sachsens oder Evangelische Kirche Berlin-Brandenburg-schlesische Oberlausitz, genutzt.

## Ehemalige Exulantenkirchen
- Johanniskirche oder Böhmische Kirche Dresden, ab 1650 zunächst Nutzung der hölzernen Friedhofskirche St. Johannis vor dem Pirnaischen Tor (Johannisgasse) in der  Pirnaischen Vorstadt von Dresden und ab 1795 des spätbarocken Nachfolgebaus, der zweiten Johanniskirche oder Böhmischen Kirche. Die Gottesdienste durften auf Tschechisch abgehalten werden.
- Erlöserkirche Dresden, erbaut in Dresden-Striesen (Wittenberger Straße/Ecke Paul-Gerhardt-Straße), Architekt Gotthilf Ludwig Möckel, geweiht 1880 als dritte Kirche der böhmischen Exulantengemeinde zu Dresden.[1][2]
- Stadtkirche Johanngeorgenstadt, im Jahr 1654 Gründung der Exulantengemeinde Johanngeorgenstadt mit Genehmigung des Kurfürsten  Johann Georg I., 1655 bis 1657 Bau der ersten Kirche, 1867 wurde die erste Exulantenkirche durch einen Stadtbrand vernichtet, 1869 bis 1872 Neubau als neogotische Hallenkirche unter der Verwendung des alten Turmmauerwerks nach den Plänen der Architekten Arnold und Pfau aus  Annaberg.[3]
- Exulantenkirche „Zur Heiligen Dreifaltigkeit“ Neusalza, OT von Neusalza-Spremberg, erbaut 1675 bis 1679 von Hans Sarn aus Bautzen, zugleich Grenzkirche wegen ihrer Lage zum grenznahen Schluckenauer Zipfel in Böhmen, heute Tschechien
- Exulantenkirche Zinnwald-Georgenfeld, erbaut von 1908 bis 1909 nach einem Entwurf der Architekten Lossow und Kühne aus Dresden. Die Bergmannsbilder in der Kirche stammen vom Dresdner Maler Paul Herrmann.
- Exulantenkirche Oberneuschönberg, heute OT von Olbernhau, 1695 als Hallenkirche von Christian Schupp und George Creer errichtet, verputzter Bruchsteinbau mit Walmdach und Dachreiter mit geschweifter Kupferhaube, originale Innenausstattung erhalten, Altar aus dem Jahr 1737 von Andreas Nördling.[4]
- Exulantenkirche Zittau im Heffterbau – Teil des ehemaligen Franziskanerklosters, nach 1690 zur Exulantenkirche umgebaut.[5]
- Erlöserkirche Bärenstein, erbaut 1655.
- Exulantenkirche Deutschneudorf, 1736 geweiht.[6]
- Schrotholzkirche Wespen in Wespen bei Barby, 1687 erbaut, gehörte damals zur kursächsischen Sekundogenitur Sachsen-Weißenfels, Aufnahme von böhmischen Exulanten ab 1669 unter Herzog  August von Sachsen-Weißenfels.
- Friedrichskirche im Weberviertel von Nowawes, seit 1924 Babelsberg, 1752/1753 als Exulantenkirche auf dem Weberplatz errichtet von Johann Boumann.

## Bilder von Exulantenkirchen

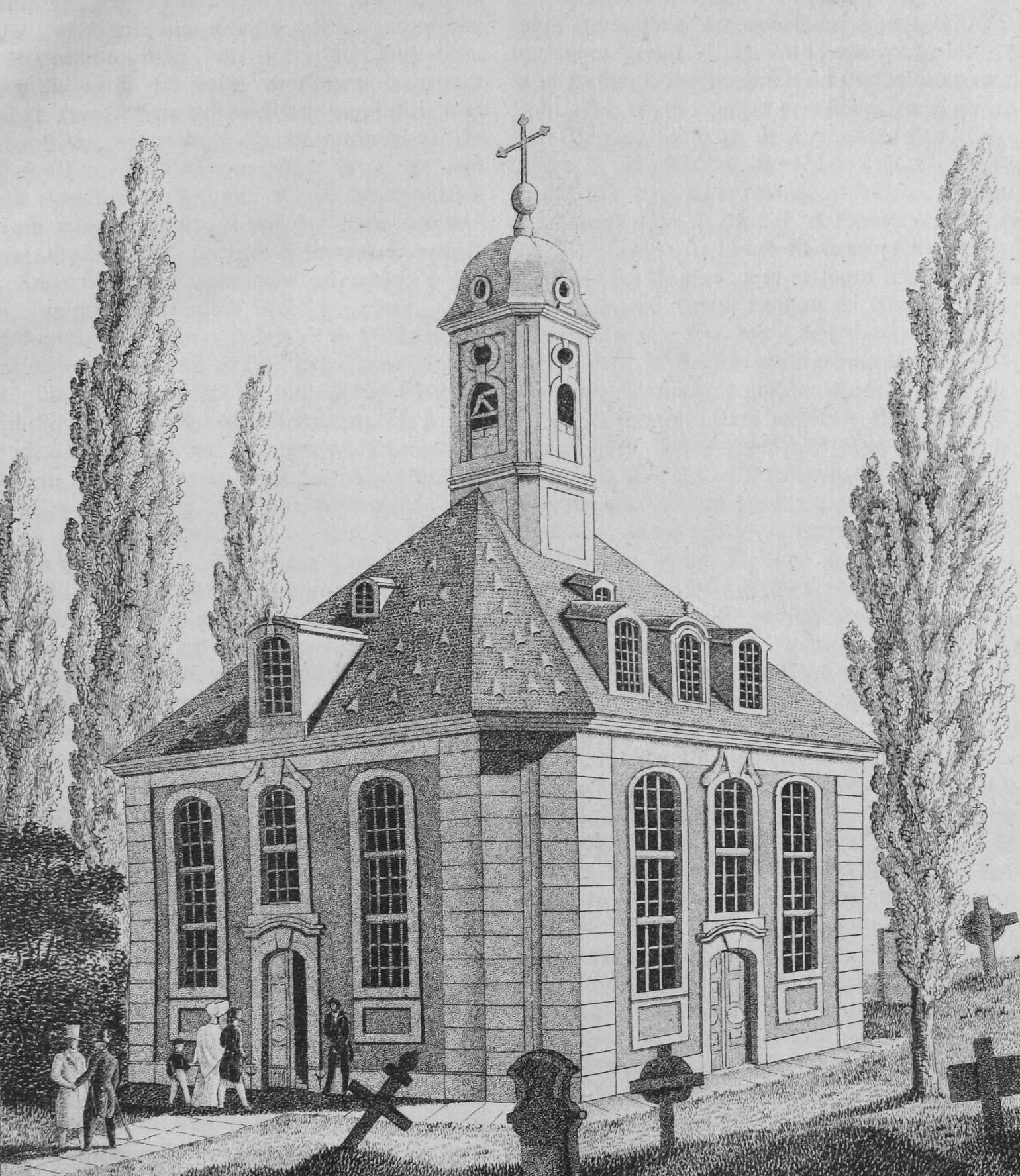
Böhmische Kirche in Dresden
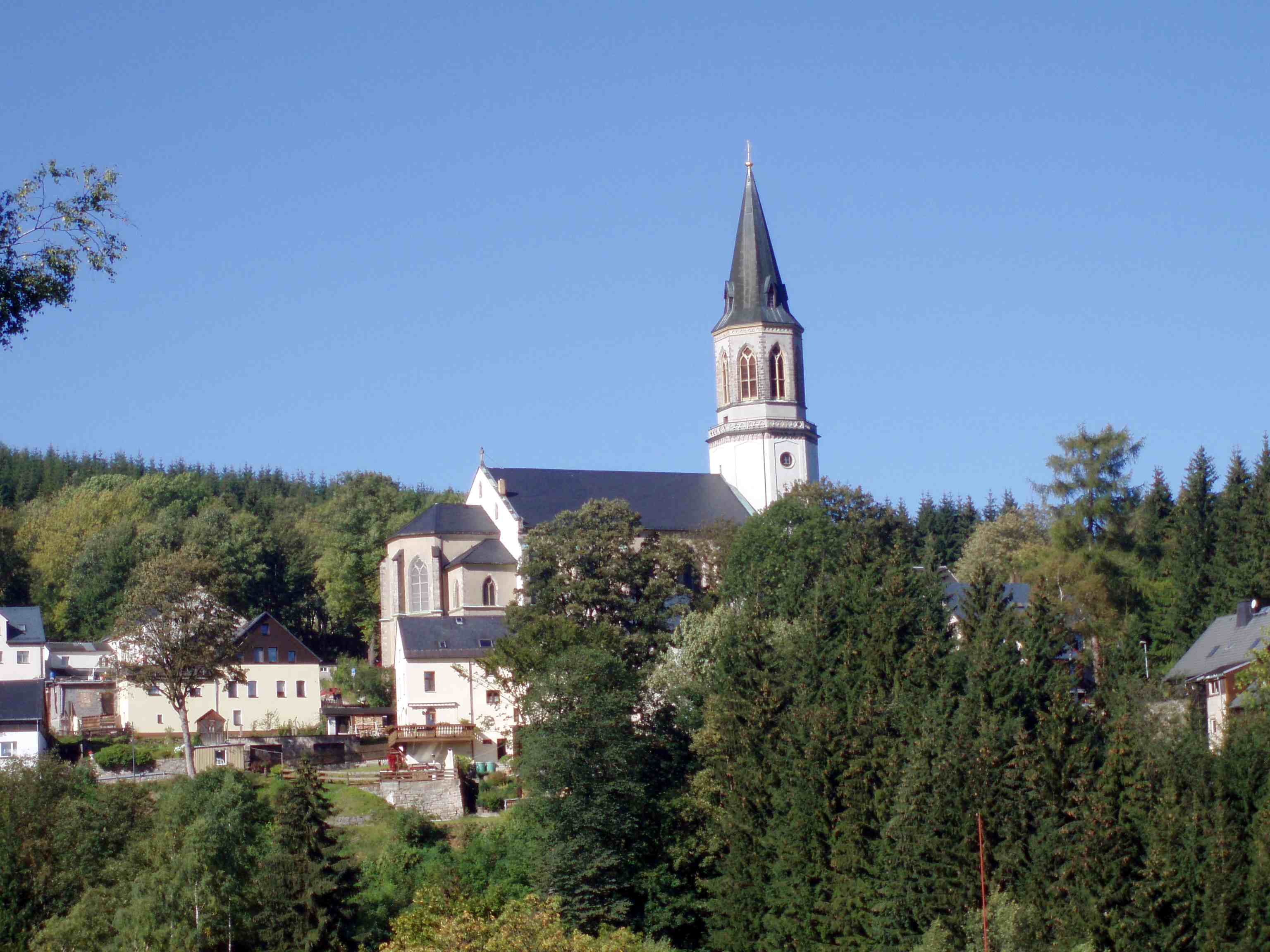
Stadtkirche Johanngeorgenstadt
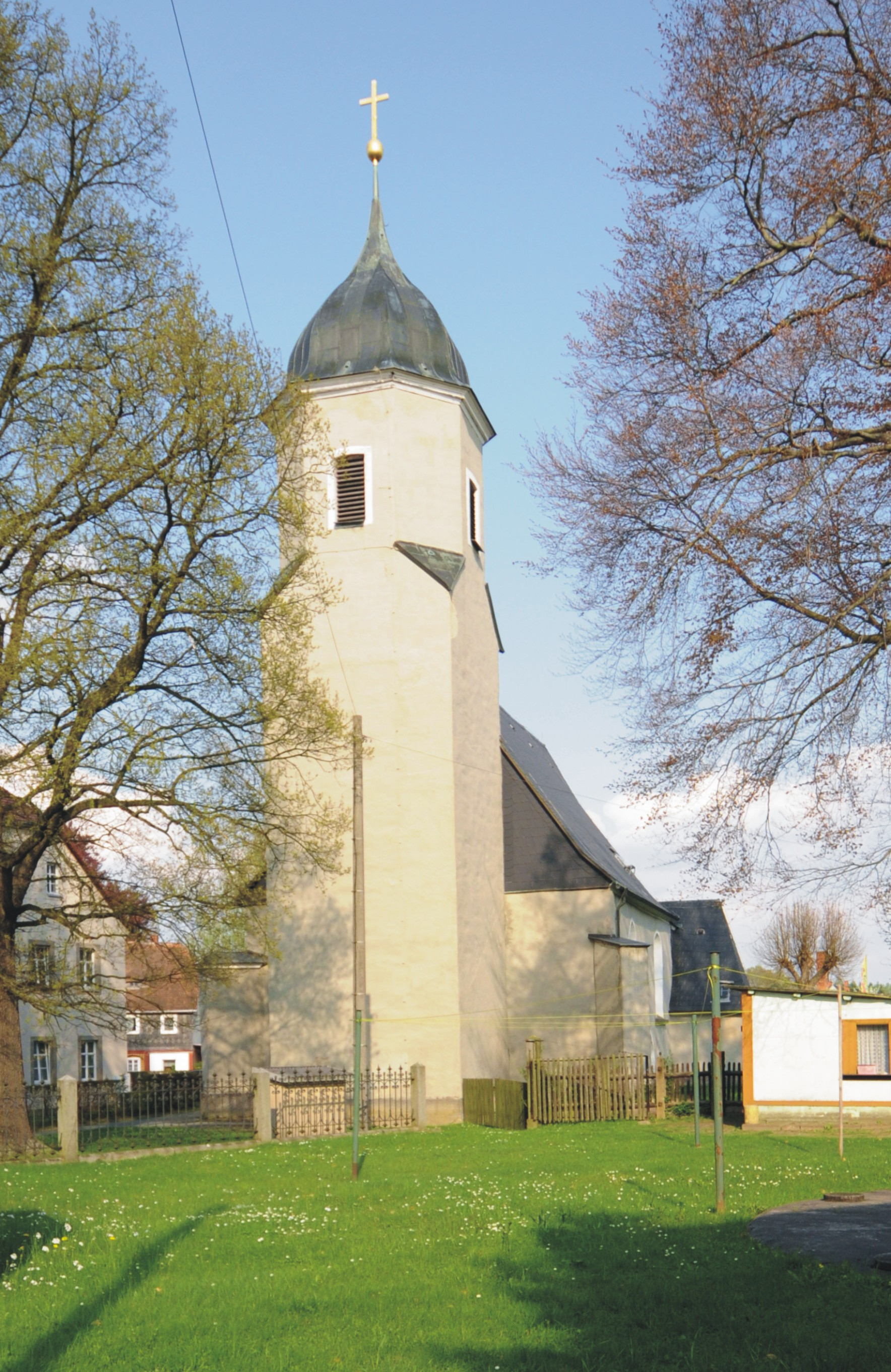
Dreifaltigkeitskirche Neusalza
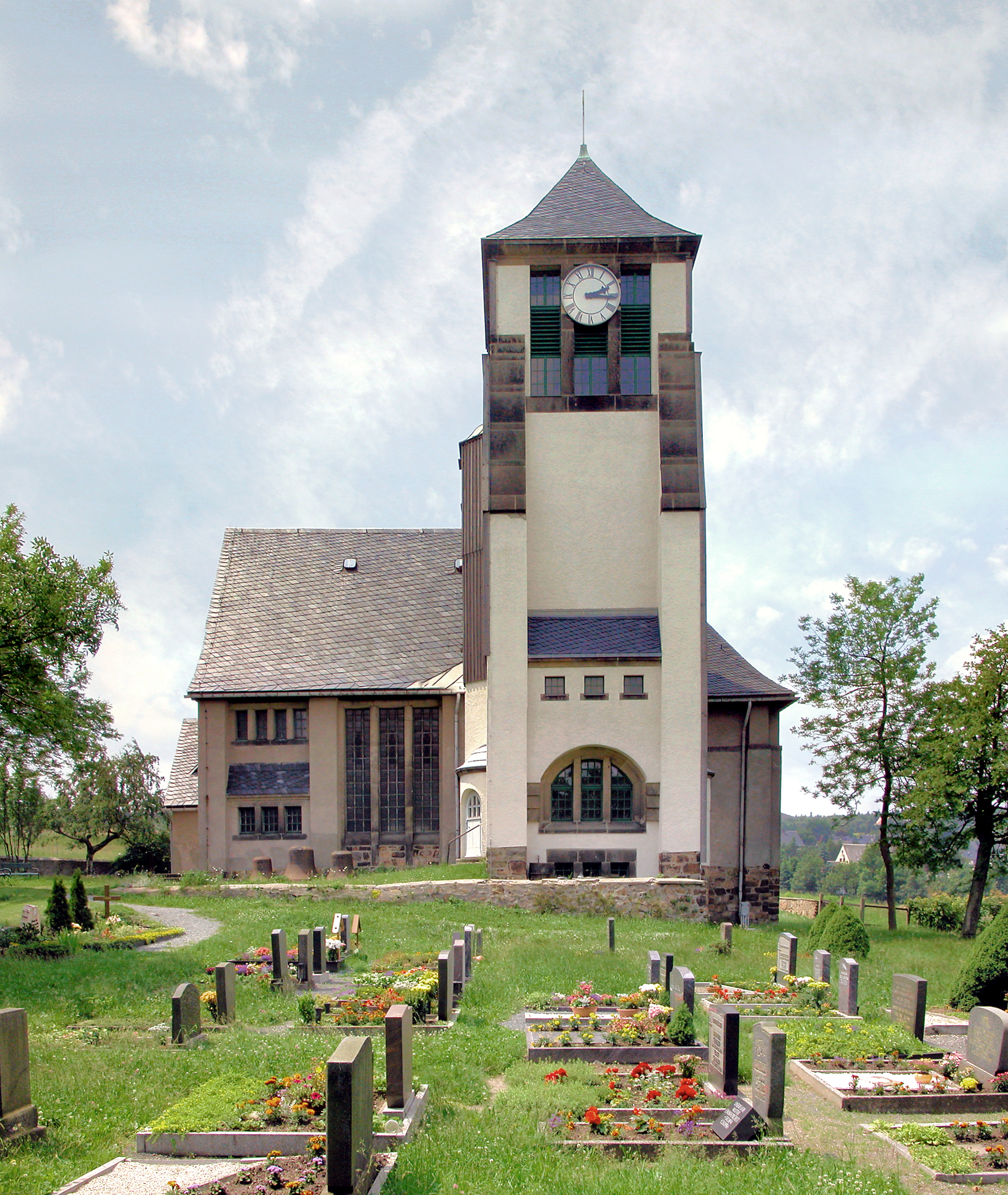
Exulantenkirche Zinnwald-Georgenfeld
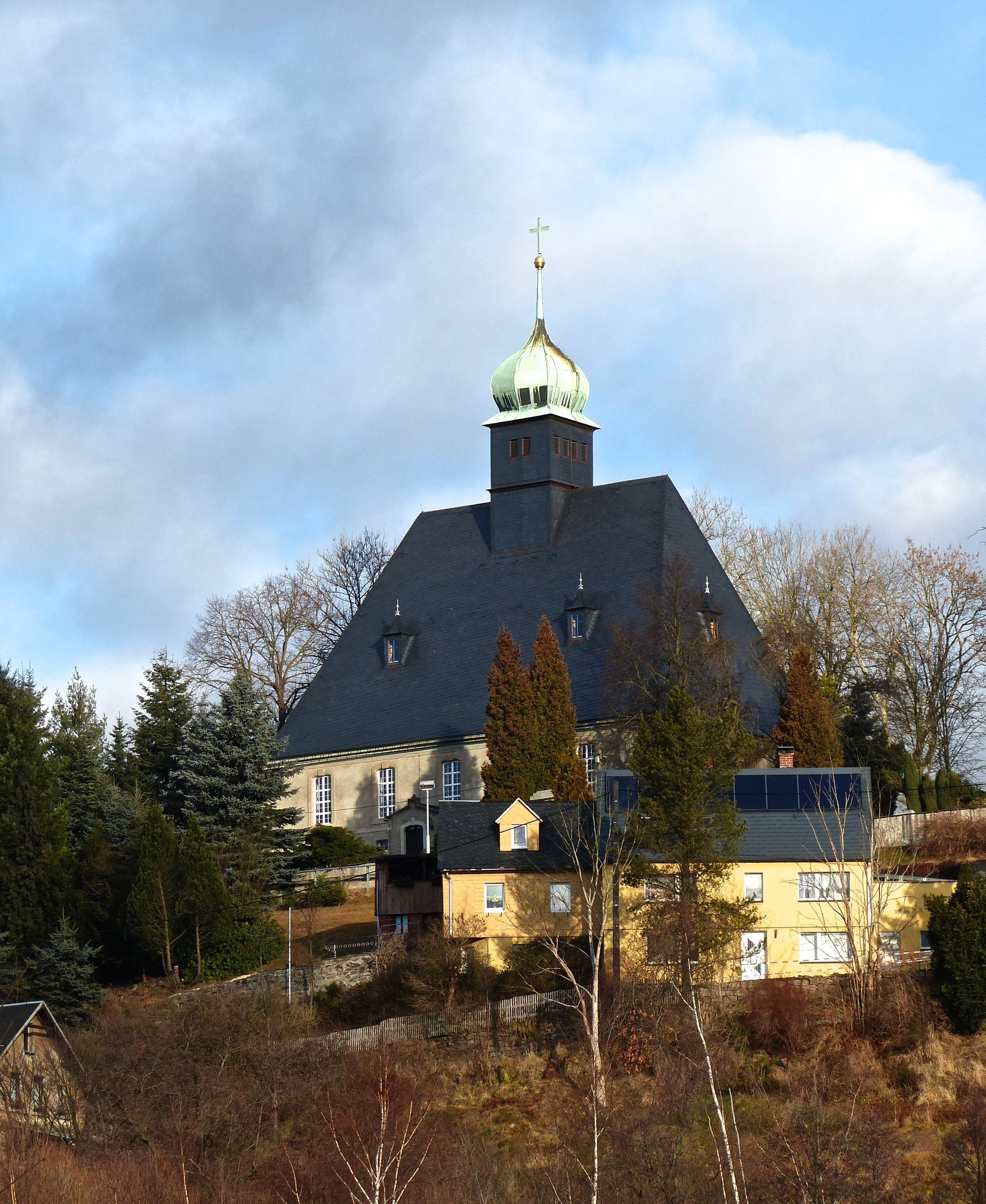
Exulantenkirche Oberneuschönberg bei Olbernhau
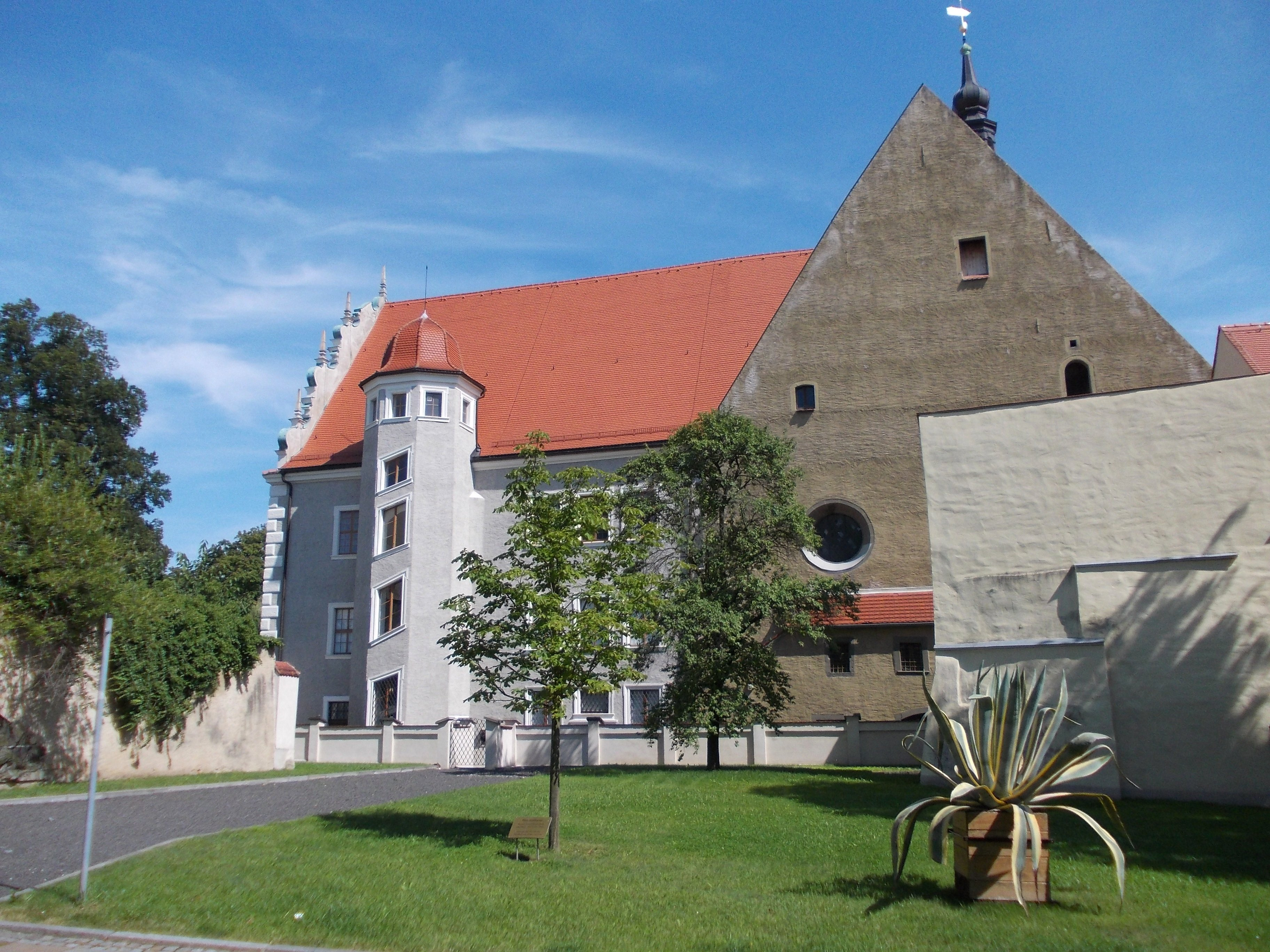
Heffterbau in Zittau (als Exulantenkirche genutzt)
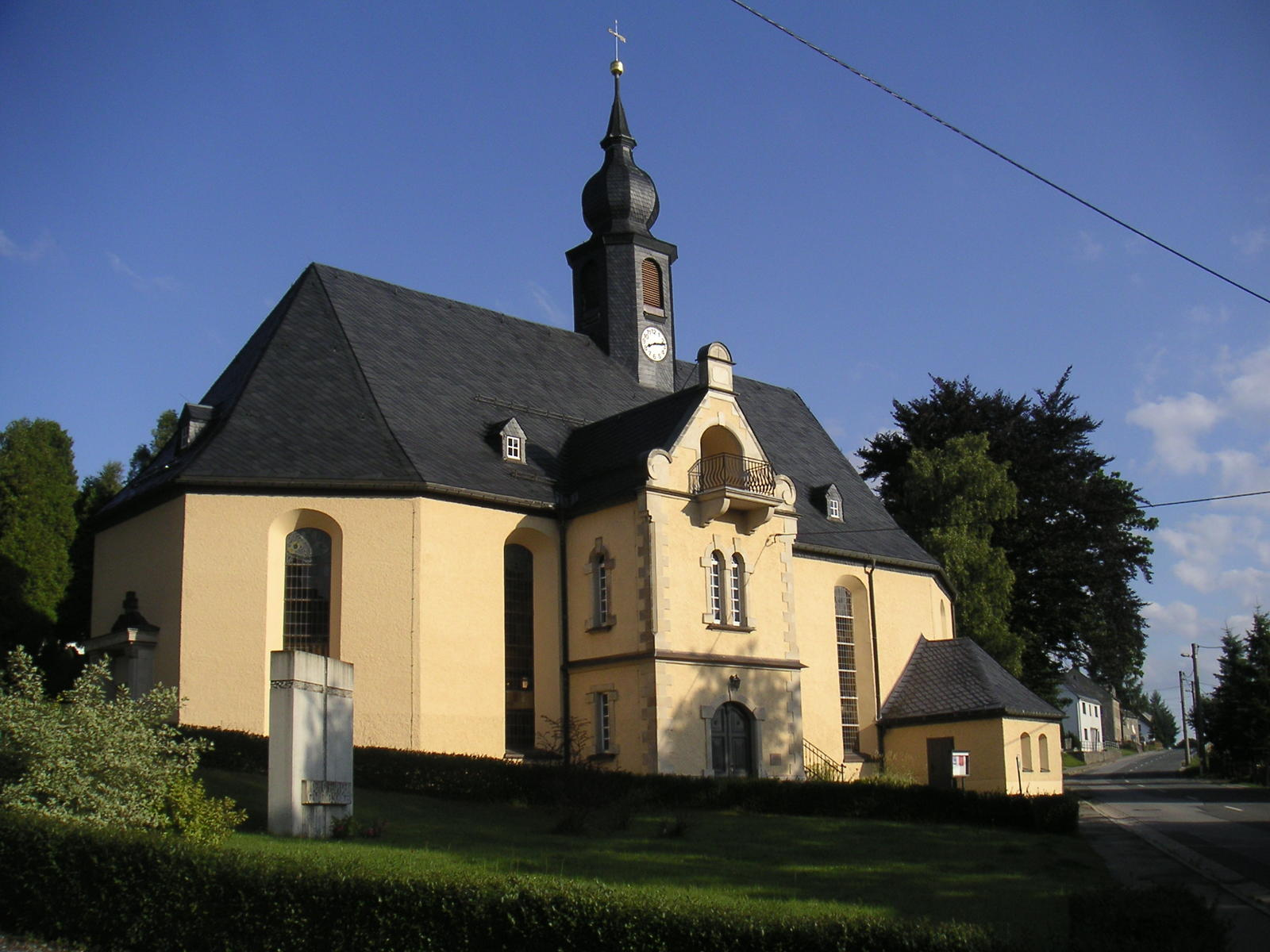
Erlöserkirche Bärenstein
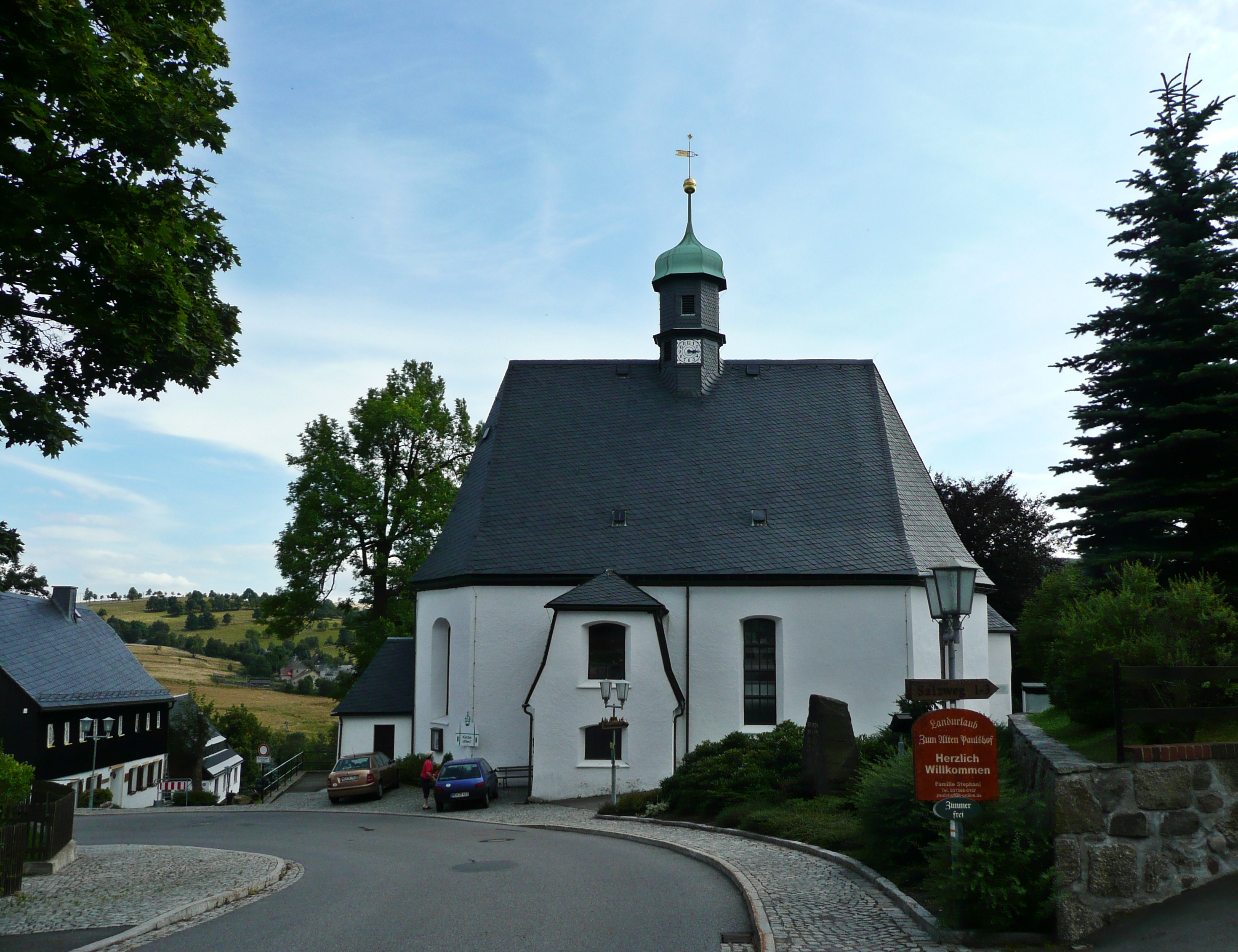
Exulantenkirche Deutschneudorf
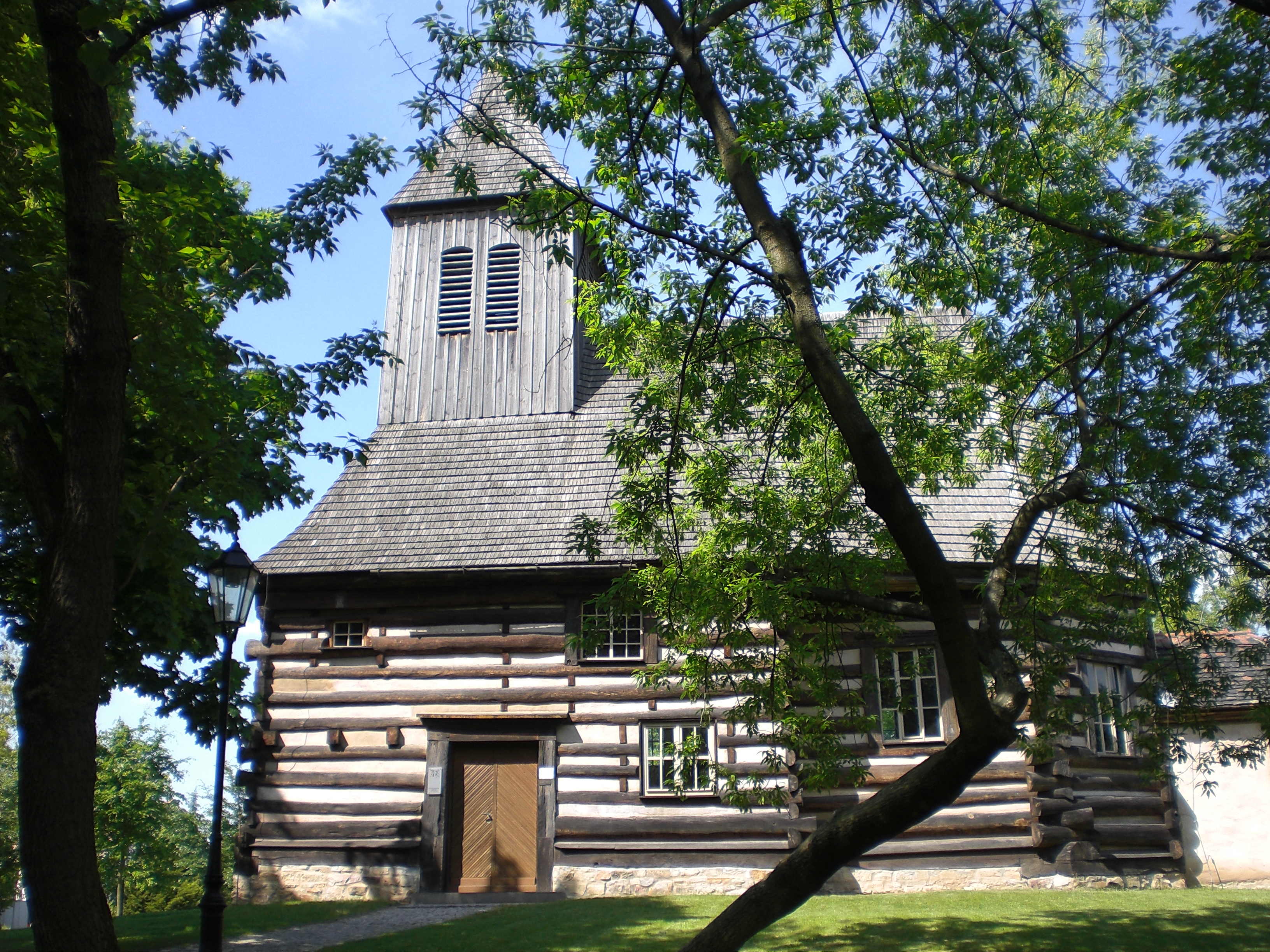
Schrotholzkirche Wespen bei Barby
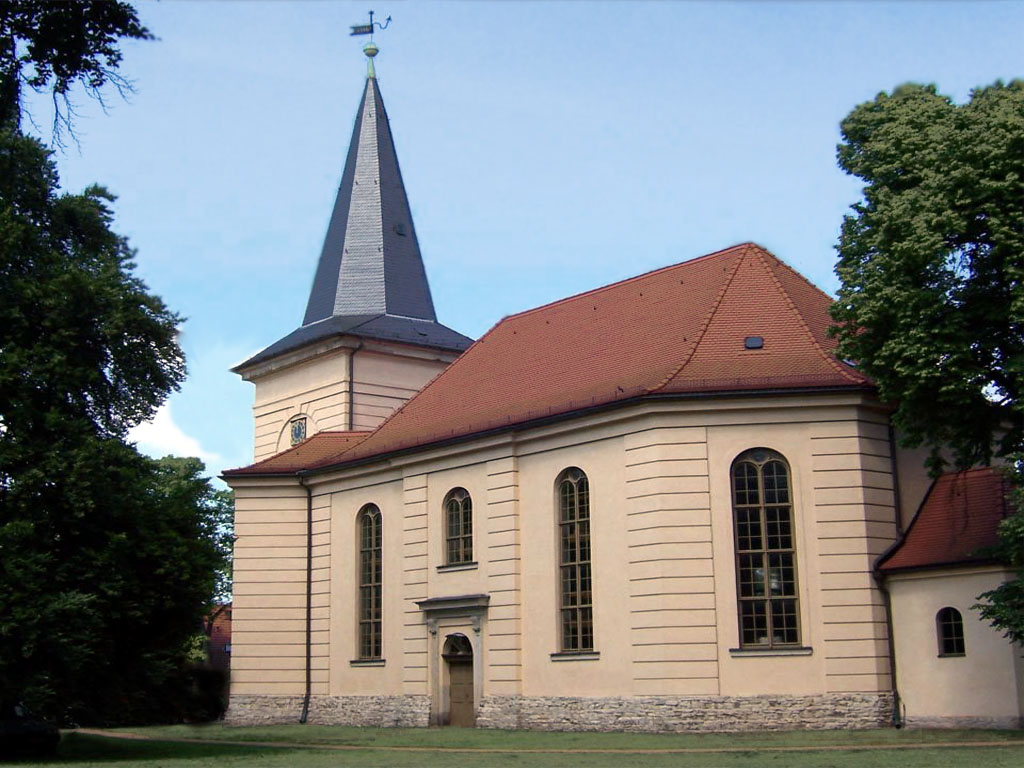
Friedrichskirche Babelsberg